# Miro Heiskanen
Miro Heiskanen (* 18. Juli 1999 in Espoo) ist ein finnischer Eishockeyspieler, der seit Juli 2017 bei den Dallas Stars in der National Hockey League unter Vertrag steht. Er wurde im NHL Entry Draft 2017 an dritter Gesamtposition von den Stars ausgewählt. Mit der finnischen Nationalmannschaft gewann der Verteidiger bei der Weltmeisterschaft 2022 die Goldmedaille.

## Karriere
Miro Heiskanen wurde in Espoo geboren und spielte in seiner Jugend für die Nachwuchsabteilungen der Espoo Blues, bevor er zur Saison 2013/14 zu Helsingfors IFK wechselte. Dort lief er bereits als 16-Jähriger in der Spielzeit 2015/16 regelmäßig in der U20 des Vereins auf, kam dabei in der Nuorten SM-liiga auf 14 Scorerpunkte in 30 Spielen und wurde in der Folge als Rookie des Jahres ausgezeichnet. Anschließend wurde der Verteidiger von Salawat Julajew Ufa an 52. Position im KHL Junior Draft 2016 ausgewählt, bevor er nur wenige Tage später per Dreijahresvertrag in die Profi-Abteilung von Helsingfors aufgenommen wurde. Im September 2016 gab Heiskanen sein Profi-Debüt in der Champions Hockey League und etablierte sich in der Folge im Stammaufgebot des Vereins, sodass er in der Liiga auf 37 Einsätze kam und dabei 10 Scorerpunkte verbuchte. Der Finne galt als eines der vielversprechendsten Talente im anstehenden NHL Entry Draft 2017, so wurde er als Top-5-Pick sowie als der am ersten ausgewählte Abwehrspieler gehandelt. Beides erfüllte sich, als ihn die Dallas Stars an dritter Gesamtposition auswählten und schließlich im Juli 2017 mit einem Einstiegsvertrag ausstatteten.
Die anschließenden Saisonvorbereitung verpasste Heiskanen allerdings aufgrund einer Gehirnerschütterung, sodass er vorerst nicht für die Stars spielte, sondern zum Helsingfors IFK zurückkehrte. Am Ende der Spielzeit 2017/18 wurde er in seiner Heimat mit der Pekka-Rautakallio-Trophäe geehrt, die den besten Verteidiger der Liiga auszeichnet. Im Rahmen der folgenden Saisonvorbereitung erspielte er sich einen Platz im Aufgebot der Stars und debütierte somit Anfang Oktober 2018 in der NHL. Seine erste Saison beendete er mit 33 Punkten aus 82 Spielen und wurde zudem im NHL All-Rookie Team berücksichtigt. In der Folgesaison 2019/20 erreichte der Finne mit den Stars in den Playoffs 2020 das Endspiel um den Stanley Cup, unterlag dort jedoch den Tampa Bay Lightning mit 2:4. Er verzeichnete dabei 26 Scorerpunkte, dem höchsten Wert eines Abwehrspielers seit über 25 Jahren. Überhaupt übertrafen diese Marke in der NHL-Historie nur drei Verteidiger: Paul Coffey (37; 1985), Brian Leetch (34; 1994) und Al MacInnis (31; 1989). Im Juli 2021 unterzeichnete Heiskanen einen neuen Achtjahresvertrag in Dallas, der ihm ein durchschnittliches Jahresgehalt von 8,45 Millionen US-Dollar einbringen soll. In der Saison 2022/23 steigerte er seine persönliche Statistik deutlich auf 73 Punkte aus 79 Partien, womit er einen neuen Team-Rekord der Stars für Verteidiger aufstellte, den zuvor Sergei Subow (71) innehatte.

### International
Auf internationaler Ebene vertrat Heiskanen sein Heimatland erstmal bei der World U-17 Hockey Challenge 2015 und belegte dort mit dem Team den fünften Platz. Wenig später gewann er mit der finnischen U18-Nationalmannschaft die Goldmedaille bei der U18-Weltmeisterschaft 2016. Über den Jahreswechsel 2016/17 debütierte er bereits als 17-Jähriger bei der U20-Weltmeisterschaft 2017 und war dabei jüngster Spieler der finnischen Auswahl. Anschließend nahm der Verteidiger an der U18-Weltmeisterschaft 2017 teil, wobei die Mannschaft im Finale den Vereinigten Staaten unterlag und somit die Silbermedaille errang. Heiskanen selbst jedoch führte alle Spieler des Turniers in Vorlagen (10) und der Plus/Minus-Statistik (+8) an, sodass er als bester Verteidiger ausgezeichnet sowie ins All-Star-Team des Turniers gewählt wurde.
Bei der U20-Weltmeisterschaft 2018 vertrat Heiskanen die finnische U20-Nationalmannschaft erneut, verpasste mit dem Team aber ebenso wie im Vorjahr die Medaillenränge. Bereits im November 2017 hatte er bei der A-Nationalmannschaft im Rahmen der Euro Hockey Tour debütiert, bevor er Mitte Januar 2018 auch ins finnische Aufgebot für die Olympischen Winterspiele 2018 berufen wurde. Dabei profitierte er von der Entscheidung der National Hockey League, die Saison für diese Olympiade nicht zu unterbrechen und ihre Spieler somit für eine Teilnahme zu sperren. In Pyeongchang belegte die finnische Auswahl schließlich den sechsten Platz. Wenige Monate später nahm er auch an der Weltmeisterschaft 2018 teil und erreichte dort den fünften Rang.
Bei der Weltmeisterschaft 2022 gehörte Heiskanen in der Folge erneut zum finnischen Aufgebot und gewann dort mit dem Team die Goldmedaille.

## Erfolge und Auszeichnungen
- 2016 Yrjö Hakala -palkinto
- 2018 Pekka-Rautakallio-Trophäe
- 2019 Teilnahme am NHL All-Star Game
- 2019 NHL All-Rookie Team

### International
| - 2016 Goldmedaille bei der U18-Weltmeisterschaft - 2017 Silbermedaille bei der U18-Weltmeisterschaft - 2017 Bester Verteidiger der U18-Weltmeisterschaft | - 2017 All-Star-Team der U18-Weltmeisterschaft - 2022 Goldmedaille bei der Weltmeisterschaft |

## Karrierestatistik
Stand: Ende der Saison 2024/25

### International
Vertrat Finnland bei:
| - World U-17 Hockey Challenge 2015 - U18-Weltmeisterschaft 2016 - U20-Weltmeisterschaft 2017 - U18-Weltmeisterschaft 2017 | - U20-Weltmeisterschaft 2018 - Olympischen Winterspielen 2018 - Weltmeisterschaft 2018 - Weltmeisterschaft 2022 |

(Legende zur Spielerstatistik: Sp oder GP = absolvierte Spiele; T oder G = erzielte Tore; V oder A = erzielte Assists; Pkt oder Pts = erzielte Scorerpunkte; SM oder PIM = erhaltene Strafminuten; +/− = Plus/Minus-Bilanz; PP = erzielte Überzahltore; SH = erzielte Unterzahltore; GW = erzielte Siegtore; 1 Play-downs/Relegation; Kursiv: Statistik nicht vollständig)